# Keisuke Moriya
Keisuke Moriya (森谷 佳祐 Moriya Keisuke?), född 11 juli 1986 i Kanagawa prefektur, är en japansk före detta fotbollsspelare.
Moriya började sin karriär 2005 i Shonan Bellmare. Han spelade 10 ligamatcher för klubben. 2008 flyttade han till SC Sagamihara. Han avslutade karriären 2013.